# Marie Tual
Pour les articles homonymes, voir Tual.
Marie Tual est une coureuse cycliste française professionnelle de la fin du XIXe siècle, une des pionnières du cyclisme féminin.

## Biographie
En janvier 1897, elle part courir à Saint-Pétersbourg, au manège Michel, avec 3 autres françaises (Reillo, Gabrielle Eteogella, et Georgette) et 4 français (Lamberjack, Domain, Guerry et Smits),.

## Iconographie
Elle apparait dans la collection de photographies sportives de Jules Beau (tome 4, 1896-1897).